# Denis Nicolas Cottineau de Kerloguen
Denis Nicolas Cottineau de Kerloguen, né le 11 février 1745 à Nantes et mort le 20 novembre 1808 à Savannah (Géorgie), est un officier de marine français et un héros de la Révolution américaine. Il commande en 1779, à l'âge de 34 ans, le Pallas, l'un des premiers navires des Treize colonies d'Amérique et devient l'une des figures des réfugiés français de Saint-Domingue en Amérique.

## Biographie
Né le 11 février 1745 à Nantes, Denis Nicolas Cottineau est le fils de Denis Cottineau, négociant, et de Michelle Marie Andrée Apvril de Kerloguen. Accédant à de hautes fonctions municipales, son père devient magistrat échevin de la ville de Nantes, capitaine de milice bourgeoise et juge consul de la ville.
Denis Nicolas Cottineau embrasse pour sa part une carrière d'officier de marine. En 1787, il est mentionné lieutenant des vaisseaux du roi, attaché à la 3e division de la 9e escadre des armées navales du département de Rochefort. Il est également "capitaine des Vaisseaux des Etats-Unis de l'Amérique".
Le 19 février 1787, il épouse à Nantes Luce Mocquet (1765-1839), issue d'une famille de la bourgeoisie nantaise et fille de colons établis à Saint-Domingue. Née à la Croix-des-Bouquets sur l'île de Saint-Domingue, celle-ci est en effet la fille de défunt Jean Mocquet (1729-1780), résidant au Port-au-Prince et gérant de l'habitation de la famille de Chambrun à la Croix-des-Bouquets, et de défunte Louise Caillard.

### Carrière
Dans un premier temps, Denis Nicolas Cottineau participe à la guerre d'indépendance américaine.
Il traversa l’Atlantique en février 1778. Il était capitaine du navire Ferdinand. Celui-ci arriva le 24 du mois à Cape Lookout en Caroline du Nord. Il transportait notamment du matériel militaire. Parmi les passagers, il y avait Louis Antoine de Cambray-Digny.
Lors de la bataille de Flamborough Head, dans la mer du Nord, une des premières batailles navales de cette guerre, il réussit avec son navire, La Pallas, à faire amener les couleurs par le bâtiment britannique Countess of Scarborough (23 septembre 1779).
Avec le Serapis, la Countess of Scarborough est alors l'un des deux navires armés chargés de l'escorte d'un convoi de navires de commerce. Le navire victorieux La Pallas fait pour sa part partie d'une escadre de navires de course franco-américaine. Lors de la formation de cette escadre et pour son apport, Denis Nicolas Cottineau a reçu de Benjamin Franklin une commission d'officier de la Marine américaine.
Capitaine de vaisseau des États-Unis, il est par ailleurs l'un des plus importants planteurs de Saint-Domingue, établi dans la localité du Trou d'Eau en 1790. En 1793, la révolte des esclaves en fait l'un des nombreux réfugiés français de Saint-Domingue en Amérique. Il s'installe à Philadelphie, qu'il quitte en 1808 pour devenir planteur de coton à Savannah, en Géorgie, au moment où l'histoire de la culture du coton prend un virage important.
Par son mariage, Denis Nicolas Cottineau de Kerloguen est de fait le beau-frère de Jean Bérard de Moquet, marquis de Montalet, né sur l'habitation Montalet à Bellevue, Port-de-Paix (Saint-Domingue), et propriétaire de la plantation de l'Hermitage, tout près de Savannah et Sapelo (Géorgie), où s'installe une communauté importante de Français planteurs de coton. Il décède à Savannah en 1808 à l'âge de 63 ans, à la survivance de son épouse, revenue en France et décédée à Paris le 21 mai 1839.